# 喀爾崇義
喀爾崇義，中國滿洲鑲白旗人，中國清朝政府官員，他於1771年接替明善出任巡視台灣監察御史，該官職滿漢人各一，而滿人的他與王顯曾為同任御史。